# Nizhnedévitsk
Nizhnedévitsk (ruso: Нижнеде́вицк) es un asentamiento rural y pueblo (seló) de Rusia, capital del raión homónimo en la óblast de Vorónezh.
En 2021, el territorio del asentamiento tenía una población de 5721 habitantes, de los cuales 5460 vivían en el propio pueblo y el resto en dos pedanías: los pueblos de Bor y Log.
Se ubica unos 50 km al oeste de Vorónezh, junto a la carretera R298 que lleva a Kursk, cerca del límite con la óblast de Kursk.

## Historia
El pueblo fue fundado en torno a 1680 con el topónimo "Nízhniaya Devitsa", como un asentamiento para militares (sluzhilyye liudi) junto al río Devitsa. La función de estos militares era proteger la frontera meridional rusa contra las razias tártaras, y con el tiempo fueron clasificados como odnodvortsy. Los primeros colonos procedían de varias áreas rurales ubicadas al oeste (actual óblast de Kursk), así como de las ciudades de Zemliansk y Stari Oskol. Hasta 1779, el pueblo pertenecía al uyezd de Stari Oskol, en la gobernación de Bélgorod. En la reforma territorial de 1779, Nizhnedévitsk fue refundada como ciudad, capital de su propio uyezd, que fue incluido en la gobernación de Vorónezh; sin embargo, su estatus de ciudad era meramente administrativo, pues la cercanía de Vorónezh y Stari Oskol impidió crear aquí una localidad importante, y Nizhnedévitsk no logró superar los mil habitantes hasta mediados del siglo XIX.
En 1892 se abrió en los alrededores de Nizhnedévitsk una estación de ferrocarril, en la línea de Vorónezh a Kursk, que permitió desarrollar la localidad como un pequeño núcleo industrial. La ciudad resultó muy afectada por los combates de la guerra civil rusa, y en 1928 la Unión Soviética le retiró el estatus urbano, volviendo a considerarse un pueblo desde entonces. Sin embargo, se desarrolló notablemente en las décadas posteriores como lugar de paso entre localidades importantes, llegando a superar los seis mil habitantes al finalizar el siglo XX.